# Micul meu ponei: Prietenia este magică
Micul meu ponei: Prietenia este magică (în engleză My Little Pony: Friendship Is Magic) este un serial animat de televiziune care a avut premiera pe 10 octombrie 2010 în SUA pe rețeaua The Hub (mai târziu Discovery Family) și se bazează pe linia de jucării Micul meu ponei a companiei Hasbro. Seria este produsă de Allspark Animation (fostul Hasbro Studios) și DHX Media Vancouver (fostul Studio B Productions). Serialul are 9 sezoane și 221 de episoade în total.
Lauren Faust, animator pentru numeroase showuri de succes pentru copii a fost selectată de către Hasbro ca regizor și producător executiv pentru serial. Faust a încercat să schimbe natura „copilăroasă și pentru fetișcane” deja stabilită în serialul Micul Meu Ponei, creând personaje mai profunde. S-a axat mai mult pe temele de aventură decât au avut celelalte seriale Micul Meu Ponei și a creat multe povești cu privire la rezolvarea dificultăților dintre prieteni. Împreună cu echipa sa, Lauren Faust a încorporat sugestiile de la Hasbro pentru ca showul să fie și educațional și informațional, precum și pentru comercializarea liniei de jucării, însă li s-a și dat frâu liber cu serialul. Aproape de sfârșitul primului sezon Faust a demisionat din funcția de producător executiv dar a rămas producător consultant pentru sezonul doi, și a părăsit ulterior serialul. Jayson Thiessen, regizorul supraveghetor a devenit responsabil pentru producție.
Showul urmează povestea unui ponei unicorn studios numit Twilight Sparkle (în română „Strălucire de amurg”) căruia mentorul ei, Prințesa Celestia îi dă sarcina de a învăța despre prietenie în orașul Ponyville. Twilight Sparkle devine prietenă apropiată cu alți cinci ponei: Applejack, Rarity, Fluttershy, Rainbow Dash și Pinkie Pie. Fiecare dintre aceștia sunt diferiți și se descoperă pe ei înșiși ca făcând parte din „Elementele Armoniei”. În serie poneii au aventuri și ajută alți rezidenți din Ponyville, în timp ce au unele probleme cu prietenia.
Serialul a fost aplaudat de către critici pentru umor și morală. În ciuda faptului că este pentru fetițe și părinții lor, Prietenia este magică a devenit popular și în rândul spectatorilor mai mari, adolescenți și adulți de sex masculin, care se numesc ei înșiși bronies. Motivele pentru această apreciere neintenționată includ contribuția lui Lauren Faust la scris și caracterizare, animața Flash expresivă, temele pe care și audiența mai mare le poate aprecia și relația dintre Hasbro, creatori și fani. Elementele showului au devenit o parte a culturii și au constituit un fenomen al internetului. Există o convenție a fanilor numită BroNYCon.

## Originea seriei
Compania Hasbro a produs nenumărate jucării și alte lucruri de divertisment legate de franciza Micul Meu Ponei în trecut, de multe ori etichetate de către colecționari ca Generațiile 1, 2 și 3. Seria de desene animate Poveștile Micului Meu Ponei (în engleza My Little Pony Tales), produsă în 1992 a fost cea mai recentă serie de televiziune a companiei până la apariția MMP:Prietenia Este Magică. În această serie poneii sunt din prima generație. A fost urmată de diverse lansări direct pe video, care includ modelele de ponei din următoarele generații.  În același fel în care filmul lui Michael Bay a schimbat noua linie de jucării Transformes, Hasbro a vrut să schimbe franciza Micul Meu Ponei și să-l facă mai potrivit pentru noua generație de fete tinere. În conformitate cu Margaret Leosch, președintele consiliului de administrație al canalului The Hub, revizuirea modelelor din trecut a fost o decizie importantă, influențată de opiniile directorilor executivi a rețelei, precum și a fanilor.

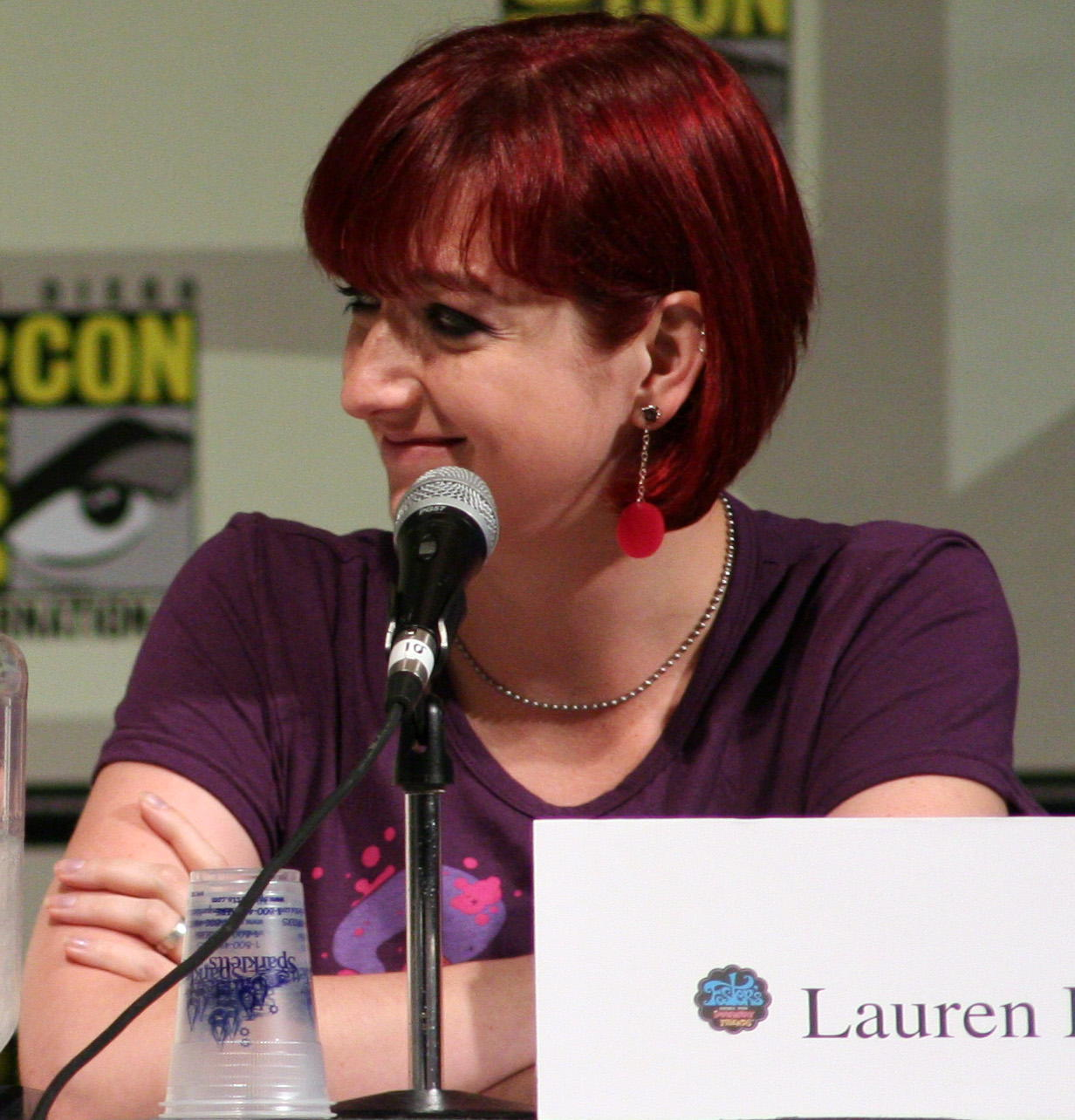
Lauren Faust, dezvoltator și inițial responsabilă pentru producția Micul Meu Ponei: Prietenia Este Magică

Animatorul și scriitoarea Lauren Faust a abordat Hasbro, în dorința de a-și face linia ei de jucării pentru fete "Galaxy Girls" într-o serie animată. Faust, care în trecut a lucrat la Fetițele Powerpuff și Foster casa pentru prieteni imaginari își dorea un serial de animație doar pentru fete de mulți ani, dar de fiecare dată era respinsă de către studiori și rețele deoarece desenele animate pentru fete erau considerate fără succes. La studiourile Hasbro, Lisa Licht i-a arătat lui Lauren unul dintre cele mai recente filme animate Micul Meu Ponei, Prințesa Promenadă, și a considerat ca Faust este potrivită pentru această producție și a rugat-o să dea câteva idei pentru noua versiune a francizei.
Faust a fost inițial angajată de Hasbro pentru a crea un scenariu al serialului, permițându-i să dea o mână de ajutor la conceptualizare. Aceasta a spus că la început a fost "extrem de sceptică" cu privire la acest job deoarece mereu a găsit serialele bazate pe jucării de fete ca fiind plictisitoare. Micul Meu Ponei a fost unul dintre jucăriile ei preferate din copilărie, dar a fost dezamăgită că imaginația ei de atunci nu avea nicio legătură cu desenul animat, unde personajele aveau "petreceri de ceai fără sfâșit, chicotit încontinuu și învingând răufăcătorii fie prin vorbă bună, fie prin plâns". Având șansa de a lucra la Micul Meu Ponei a vrut să dovedească că "desenele pentru fete nu trebuie să fie ultra-drăgălașe și scumpele". Pentru a face asta, a încorporat multe elemente în designurile personajelor și în serial ce contraziceau stereotipurile idealizate de fete, inclusiv personalități diverse, mesajul că prietenii sunt diferiți și se pot certa, dar în continuare să fie prieteni, precum și ideea că fetele nu trebuie limitate de ce ceilalți zic că pot sau nu face.

## Producție și apariții
Serialul a prins viață în anul 2010 și a continuat până în prezent. În România serialul a venit dublat în limba română pe 16 decembrie 2011. Filmul Equestria Girls a avut premiera în teatre pe 16 iunie 2013 și pe Rețeaua Hub pe 6 august 2013. Filmul Equestria Girls vine în România pe data 1 iunie 2014 pe Prima TV. Pe data de 27 septembrie 2014, are loc în teatrele din Canada și America al doilea film intitulat Equstria Girls: Rainbow Rocks. În România filmul Equestria Girls: Rainbow Rocks a avut premiera pe data de 29 noiembrie 2014 la ora 08:00 dimineața pe canalul Minimax. În România sezonul 4 are premiera pe data de 21 februarie 2015 la ora 19:00. Sezonul 5 are premierea pe Discovery Family pe data de 4 aprilie 2015, acesta încheindu-se în data de 28 noiembrie cu o ediție specială în două părți, ep. 25 și 26, luând la jumătatea sezonului (la ep. 13) din vară până în septembrie, o ''scurta'' pauză, între timp revenind cu noi episoade și premiera noului film, pe Discovery Family (până în trecut Hub Network TV, mai exact 17 octombrie 2014, când s-a difuzat și la TV în premieră în America, Rainbow Rocks.

## Personajele principale

### Personaje
Showul se învârte în jurul aventurilor și vieții al poneiului alicorn (anterior unicorn în sezoanele 1-3) Twilight Sparkle (Tara Strong îi dă voce, iar Rebecca Shoichet atunci când cântă), asistentului ei Spike (Cathy Weseluck îi da vocea și canto), un pui de dragon și al prietenilor ei din Ponyville:
- Rainbow Dash, o băiețoaică ponei pegasus ce ajută la controlul vremii (Vocea făcută de Ashleigh Ball)
- Rarity, un încântător unicorn cu un fler pentru designul vestimentar (Vocea făcută de Tabitha St. Germain, iar Kazumi Evans atunci când cântă)
- Fluttershy, un ponei pegasus timid ce iubește foarte mult animalele (Vocea făcută de Andrea Libman)
- Pinkie Pie, un ponei hiperactiv ce iubește petrecerile (Vocea făcută de Andrea Libman, iar Shannon Chan-Kent atunci când cântă)
- Applejack, un ponei harnic ce lucrează la ferma ei de mere (Vocea făcută de Ashleigh Ball)

## Sezoanele și filme
- Numărul episoadelor este total 222. Sezonul 1, sezonul 2, sezonul 4, sezonul 5, sezonul 6, sezonul 7, sezonul 8 și sezonul 9 au 26 de episoade fiecare. Sezonul 3 are 13 episoade.

- Nightmare Moon este învinsă în primul sezon de carte cei 6 ponei: Twilight Sparkle, Rarity, Rainbow Dash, Fluttershy, Pinkie Pie și Applejack, fiecare reprezentând un element al armoniei.

- În sezonul al doilea, Discord, maestrul haosului, este înfrânt de către elementele armoniei (cei 6 ponei). La finalul acestui sezon, regina Chrysalis își face apariția, transformată în prințesa Cadence și furându-i identittatea. Twilight știe că se petrece ceva ciudat cu Cadence. Falsa Cadence (regina Chrysalis) o trimite pe Twilight într-o, închisoare de cristal" alături de Cadence cea reală, imediat ce își dă seama că Twilight îi va strica acoperirea. Twilight și Cadence reușesc să scape. Reala Cadence îi dă putere lui Shining Armor cel vrăjit de către Chrysalis, iar împreună reușesc să o alunge pe regină și pe spiridușii ei.

- În al treilea sezon este învins regele Sombra. Twilight și cu Spike găsesc inima de cristal care-l va învinge pe Sombra. Sombra își dă seama ce au făcut cei doi și încearcă să îi oprească. Cadence, cu ultimele puteri, este împinsă de către Shining Armor și zboară ca să ia inima și pe Spike care era în cădere. Duc inima la locul ei, iar aceasta creează o vrajă care-l distruge pe Sombra. La finalul acestui sezon, Twilight devine un alicorn și totodată prințesă.

- În filmul Equestria Girls, Twilight Sparkle trebuie să treacă printr-o oglindă ca să-și găsească coroana furată de la Imperiul de Cristal. Acolo ea este îngrozitǎ de noua sa înfățișare omenească. Ea se întâlnește cu omologul uman a fiecărui prieten al ei, mai ales Spike care se transformă odată cu ea într-un câine. Află de o nouă fată numită Sunset Shimmer, fosta elevă a Prințesei Celestia care din întâmplare este și hoțul care i-a furat coroana neprețuită,care în lipsa ei celelalte Elemente ale Armoniei nu funcționează.Twilight decide să devină prințesa balului, însă nici nu-și dă seama cât de vicleană și de șireată poate fi Sunset Shimmer. Ea trebuie să repare o prietenie de mult pierdută între cele cinci prietene asemănătoare cu cele din Ponyville. După aceasta le spune adevărul și devine prințesa Balului. Sunset Shimmer devine un demon, iar Twilight și prietenele ei o eliberează de răutate. Sunset Shimmer devine bună. Când Twilight este iar ponei, Pinkie Pie știe exact ce s-a întâmplat la fel ca Pinkie din lumea oamenilor.

- În al patrulea sezon, prințesa Twilight trebuie să apere Equestria de către Tirek un centaur magic care vrea să ia puterea tuturor poneilor. Cele trei prințese: Celestia, Luna și Cadence îi dau toată magia lor lui Twilight pentru a o ține departe de Tirek. Celestia îl trimite pe Dicord pentru a-l înfrânge pe Tirek cât timp nu are destulă putere, dar Discord o trădează pe Celestia alăturându-se lui Tirek. Tirek îi capturează prietenii lui Twilight cerându-i toată magia alicornilor în schimbul lor. Twilight e de acord, Tirek devenid cel mai puternic din Equestria. Twilight își dă seama de magia prieteniei, iar cu ajutorul lui Discord, care realizează ce greșeală a făcut trădând poneii, deschid cufărul și eliberează magia curcubeului învingându-l pe Tirek.

- În al doilea film Equstria Girls: Rainbow Rocks, Twilight Sparkle trebuie să se confrunte de data aceasta cu trei fete care sunt în lumea poneilor niște sirene rele care farmecă poneii și se hrănesc cu ura lor. În lumea oamenilor ele se hrănesc cu ura elevilor de la Liceul Canterlot, după ce văd că și lumea asta are propria sa magie. Prietenele lui Twilight din lumea umană au o trupă numită Rainbooms care doresc să participe la Lupta Trupelor, dar planurile lor sunt stricate atunci când la liceu apare o nouă trupă numită Dazzlings, formată din cele trei sirene Adagio Dazzle, Aria Blaze și Sonata Dusk. Când Sunset Shimmer, acum bună, își dă seama că aceste fete nu sunt obișnuite îi cere ajutorul lui Twilight Sparkle printr-o carte care putea scrie mesaje către Prințesa Celestia. Twilight devine solista trupei Rainbooms încercând tot odată să destrame vraja, care este asupra elevilor și a profesorilor,dar reușește numai cu ajutorul prietenilor ei și a lui Sunset Shimmer care devine noua membră a trupei Rainbooms, după plecarea lui Twilight.Tot la sfârșitul filmului este văzut și omologul uman a lui Twilight Sparkle și omologul câine a lui Spike care au fost menționații numai în primul film de către Pinkie Pie.
- În sezonul 5, Harta Cutie Marks a anunțat o misiune de prietenie, iar Twilight și prietenele ei, trebuie să rezolve o problemă de prietenie înainte de-a fi prea târziu. Dar a văzut că Starlight Glimer a furat Cutie Marks și vrea să scape cu ele, dar nu cand a venit sătenii sa ajute să recupereze Cutie Marks. După ce au recuperat Cutie Marks, Starlight era supărată cu cruzime și a reusit sa scape. Dar ea revine în ep The Re-Mark, si a furat fișa timpului unde teleporteaza in alte timpuri, chiar și arată victoria răufăcătorilor precum: King Sombra, Regina Chrysalis, Nightmer Moon și alți răufăcători. Twilight i-a zis să înceteze dar ea n-a vrut si a zis sa arate trecutul, ce s-a întâmplat cand ea și Sunburst erau mânzi. Dar Sunburst a primit un Cutie Marks și ea a devenit geloasa, dar Twilight i-a spus că nu trebuie sa fure Cutie Marks și să faca prieteni noi, dar numai datorită lui Twilight, Starlight a devenit mai bună și a zis sa faca prieteni noi. Dar în următorul sezon, ea a devenit eleva lui Twilight Sparkle pentru a învăța cee e prietenia.
- In al treilea film Equestria Girls: Friendship Games, la fiecare patru ani liceul Canterlot organizează 'Jocurile Prieteniei' și concurează cu diferite școli, participând la o serie de evenimente sportive diferite. De fiecare dată cupa a fost câștigată de către liceul Crystal Prep. Deci Fluttershy, Pinkie Pie, Rainbow Dash, Rarity, Applejack și Sunset Shimmer trebuie să lucreze împreună pentru a câștiga cupa. Twilight Sparkle din lumea aceasta devine un demon posedat de magie. Sunset Shimmer o ajută să înțeleagă magia prieteniei și Twilight se mută la Canterlot High.
- În sezonul 6, Celestia și Luna au anunțat că se va naște un Allicorn pe nume Flurry Heart, iar cu toții au venit la o sărbătoare pe care sa numit Cristalizarea. După ce s-au căsătorit Cadance și Shining Armor, ei l-au botezat pe Flurry, dar era o problema Inima de Cristal s-a spart in bucăți si a venit o furtuna de zăpadă, iar Twilight și ceilalți trebuie să repare Inima de Cristal înainte de-a fi prea târziu. Dupa ce au salvat Imperiul de Cristal Starlight Glimer a devenit eleva lui Twilight Sparkle. Dar e o problema, Regina Chrysalis și Schimbatorii revin pentru a pune la aplicare un plan de-a rapii: Printesa Celestia, Printesa Luna, Printesa Cadance, Shining Armor, Flurry Heart, Twilight Sparkle si Mane Six pentru a pune stăpânire toată Equestria. Dar nu când Starlight Glimer, Trixie, Thorax si Discord au venit in ajutor la salvarea eroilor. Dar din pacate Discord si Trixie au picat in capcana, iar Starlight si Thorax au ajuns la tronul reginei. Dar Chrysalis si Schimbatorii au recunoscut că Thorax i-a trădat pe toți. Ea era gata să fure magia, dar Thorax era mai puternic decât ea, astfel că tronul reginei a fost distrus, apoi eroi au fost eliberați si la final Schimbatorii au devenit buni. Starlight ia spus ce simte ea, dar Chrysalis a refuzat să fie buna, si a fugit în pădurea Everfree, astfel că Thorax a devenit regele Schimbatorilor, apoi au dat o petrere in oras mic pentru a sărbători invingera reginei Chrysalis.
- În filmul Equestria Girls: Legends of Everfree, Celestia, Luna si elevii au plecat în excursie la Tabără Mereu Liberă. Dar Twilight are coșmaruri cu Midnight Sparkle ce s-a întâmplat cu Jocurile Prieteniei, cand doamna Chinch i-a zis să folosească magia ca sa castige Jocurile. Dar Sunset și Twilight au aflat că Gloriosa a luat pietrele ca să salveze tabără folosind magia. Sunset i-a zis ca trebuie să renunțe la pietre dar e-a n-a vrut si a luat ultimii pietre și a devenit Gaia. Dar inloc sa salveze tabăra, sa transformat o închisoare. Mane Six au încercat să oprească dar n-au reușit. Dar nu când Twilight si Sunset au venit in ajutor. Sunset i-a zis lui Twilight că trebuie să folosească magia pentru a opri pe Gaia, dar visul ei n-a spulberat, Sunset i-a zis ca nu e Midnight Sparkle, si e ea însăsi dar datorită ei, au recuperat pietrele si impreuna l-au învins pe Gaia definitiv. Glorioasa și a cerut scuze. Era teamă că o să transforme tabăra intr-un SPA. Dar numai datorită lui Twilight și prietenele ei, vor face o strângere de fonduri că sa salveze Tabără Mereu Liberă. Cat despre Mag-Nat Bogat, el si-a dat demisia si A pierdut pariul.
- În sezonul 7, Twilight și ceilalți, trebuie să aducă Stâlpii Equestriei înapoi, înainte de-a fi prea târziu. Deci Twilight ia eliberat Stâlpii, dar și Pony of Shadow, acum Pony of Shadow va face orice ca sa rămână întunecimi. Iar Twilight și ceilalți trebuie să-l izgonească pe Pony of Shadow înapoi în Iad ca Stâlpii să rămână. Dar în trupul lui se afla Stygian, cel pe care i-a trădat pe Stâlpi iar Twilight și ceilalți trebuie să-l scoată pe Stygian din trupul. Astfel după ce l-au scos pe Stygian din trupul lui, Pony of Shadow a fost învins și izgonit înapoi în Iad. Starswil și-a cerut scuze lui Stygian pentru comportamentul lui, astfel că Stâlpii se întorc pentru a proteja Equestria.
- În filmul My Little Pony The Movie, tărâmul Equestria este cufundată de furtuna. Astfel că ponei au fost înghețati în stană de piatră. Iar Twilight și ceilalți trebuie să afle de ce a venit furtuna îngrozitoare, numai că e făcut de cel mai rău personaj Regele Furtunii, alaturi de Tempest Shadow. El vrea să fure identitatea că să primească corn. Dupa aia Twilight găsește muntele Aris unde au întâlnit cele mai frumoase creaturi numite Hippogrifoni. Dar l-au cunoscut și pe Novo regina Hippogrifonilor. Între timp el îl folosește pe Tempest ca să captureze printesele. El vrea să folosească magia printeselor pentru a-i împuternici Personalul lui Sacanas în schimbul lui pentru a-i restabili cornul rupt. Între timp el a făcut o tornada ca să distrugă Canterlot și l-a trădat pe Tempest. Dar Twilight și ceilalți trebuie să-l ajute pe Tempest, ca să-l oprească pe Regele Furtunii. Dar Twilight a fost blocată în tornada dar a reușit să scape și împreună au secatuit puterile și au oprit furtuna. Însă Regele Furtunii era gata să-i împietreasca pe Twilight și cele șase, dar Tempest a făcut sacrificiul pentru a-l opri pe Regele Furtunii definitiv. Tempest era împietrită dar Twilight i-a salvat viata. Astfel că au dat petrecere după ce au salvat Hippogrifonii, și au invitat pe toată lumea să sărbătorească pentru înfrângerea Regelui Furtunii. Și au trăit fericiți până la adânci bătrâneti.
- În sezonul 8, Twilight i-a venit o idee să deschidă o școală de prietenie, pentru a învăța cee prietenia. Dar mai întâi Twilight a mers la școala EEA, pentru a aproba acreditarea EEA. Dar a avut probleme după ce a venit Neighsay, școala a fost distrusă iar Neighsay i-a spus creaturilor că sunt monștrii. Și el a folosit magia pentru a închide școala definitiv. Twilight s-a simțit ruinată. Dar Starlight i-a spus că a renunțat prea ușor, așa că Twilight i-a venit o idee să salveze școala fără acreditarea EEA. Dar între timp elevii au dispărut așa că Twilight și prietenele trebuie să le găsească. După ce au gasit elevii a venit Neighsay. El vrea să scape de monștrii că școala să fie doar pentru ponei. Dar Twilight i-a spus că nu e o școală EEA e o școală de prietenie unde sunt bine veniți ponei și creaturi. Dar Neighsay refuză și a reusit sa scape. În ep School Raze, Neighsay revine pentru avertisment că tărâmul Equestria pierde magia. Twilight și cele 6 au plecat în Tartarus să discute cu Tirek. Dar un ponei rău pe nume Cozy Glow vrea să fure magia pentru a absorbi direct spre Lord Tirek că să fie puternic din nou. Între timp elevii lui Twilight l-au găsit pe Starlight închisă, dar Cozy a mințit că elevii lui Twilight l-au capturat pe Starlight, alți elevi s-au revoltat iar elevii lui Twilight sunt în pericol. Dar arborele armoniei i-a salvat pe Starlight și elevii lui Twilight înainte de-a fi prea târziu. Cozy Glow era supărată, dar Twilight și ceilalți i-au împiedicat să mai scape. Iar planul lui Tirek a dat greș astfel că Cozy Glow a fost închisă în Tartarus. După ce a fost învinsă Cozy Glow, Neighsay și a dat seama că a greșit. El si-a cerut scuze de la toți pentru tot ce-a facut astfel că el va deveni un ponei bun.
- În sezonul 9, Haos deghizat într-o creatură magică străveche împreună cu Regele Sombra, Lord Tirek, Regina Cristalys și Cozy Glow tocmesc un plan să o învingă pe Twilight. Strecurând neîncredere între ponei, pegași și unicorni și un clopot vechi magic, Tirek, Cristalys și Cozy fură magia Equestriei. Dar Twilight reușește să-i învingă cu ajutorul prietenelor ei, Spick, al stâlpilor și al celor șase elevi care își conving toate crearurile să o ajute. Între timp Celestia o antrenează pe Twilight să devină noua conducătoare a Equestriei, Sombra distruge elementele armoniei și Haos le convinge pe Mane 6 că nu au nevoie de acele bijuterii magice, deoarece ele sunt elementele. În ultimul episod Twilight, la maturitate, o îndrumă pe "probabil viitoarea conducătoare" pe calea prieteniei.

## Episoadele

### Sezonul 1
- Prietenia este magică partea 1

Twilight Sparkle citește o legendă despre cum un ponei puternic a fost întemnițat pe lună de către elementele armoniei. Ea se duce spre biblioteca sa ca să afle mai multe. Ajunsă acolo îi cere lui Spike să caute Manualul cu previziuni și profeții. Odată ce l-a găsit începe căutarea despre Elementele Armoniei care o duce să citească despre Meir de pe lună, iar în cel de al 1000-lea an stelele o vor ajuta să scape și va aduce noapte eternă. Trimițându-i un mesaj de avertizare Prințesei Celestia, acesta îi spune că trebuie doar să-și facă prieteni în Ponyville. Acolo se întâlnește cu Pinkie Pie care se miră și dispare. Se duc la ferma Merelor Dulci unde cei de acolo se ocupă de partea cu mâncarea, familia Apple le dă o mulțime de mâncare. Cea care se ocupă de partea cu vremea era Raimbow Dash, i-a udat părul și apoi l-a făcut ferfeniță. Mai departe s-au întâlnit cu Rarity care era responsabilă de decorațiuni, ea a dus-o în buticul său, unde a aranjat-o cât mai stilat, până la urmă au ajuns și la parte cu muzica de care se ocupa Flutershy. Aceasta a rămas captivată de Spike și i-a pus foarte multe întrebări până când au ajuns la biblioteca lui Twilight. Când a aprins lumina s-a trezit în mijlocul unei petreceri organizată de Pinkie Pie. Ne putând să doarmă, ea stă trează până la răsărit. În timp ce toți așteptau răsăritul, Twilight era îngrijorată, în cele din urmă în loc să apară Prințesa Celestia a apărut Nightmare Moon. 
- Prietenia este magică partea 2

Odată cu apariția lui Nightmare Moon, Twilight fuge spre biblioteca sa, vrând să afle mai multe despre Elementele Armoniei. Este urmărită de Rarity, Raimbow Dash, Flutershy, Applejack și Pinkie Pie. împreună ele se duc în pădurea Everfree. Onestitatea lui Applejack este demonstrată printr-o alunecare de teren. Bunătatea lui Flutershy se arată după atacul unei manticore. Pinkie Pie dovedește veselie în fața unor copaci înfricoșǎtori. Rarity este generoasǎ cu un șarpe de apǎ. Raimbow Dash și-a demonstrat loialitaea nerenunțǎnd la prietenele sale. Odată ce au ajuns la Castelul celor două surori intră în încăperea unde sunt elementele, dar atunci când vrea să facă vraja, elemenetele dispar chiar în fața ochilor lui Twilight. Ele apar în altă încăpere, iar Twilight se duce după ele. Acolo se afla și Nightmare Moon, care le-a distrus. Prietenele ei au venit, iar Twilight și-a dat seama că spiritele elementelor se aflau cu ea de la bun început. Împreună ele reușesc s-oînvingă pe Nightmare Moon și se întorc în Ponyville.
- Cum să scapi de un griffon

Pinkie Pie îi povestește ceva despre Raimbow Dash lui Twilight. Pinkie o vede pe Raimbow Dash și aleargă după ea, dar această e enervată și î-și vede de treaba ei, dar Pinkie voia doar s-o avertizese în privința muntelui. Raimbow încearcă să se ascundă de Pinkie, dar mereu este gasită de ea. Până la urmă aceasta renunță, iar Pinkie îi promite că favoaria ei va cât se poate de distractivă. Cele două fac farse multor ponei. A doua zi, Pinkie o întâlnește pe Ghilda   